# Makray László
Makray László, vízszentgyörgyi és felpestesi (Széplak, 1815. március 15. – Felpestes, 1876. március 30.) honvéd ezredes, országgyűlési képviselő, Makray Aladár országgyűlési képviselő apja.

## Származása, pályája a szabadságharcig
Belső-Szolnok vármegyei középbirtokos családba született. Makray László és Cserei Klára fia. Már gyermekkorában a kézdivásárhelyi katonai nevelőintézetbe került, majd 1833 és 1844 között a császári és királyi hadsereg erdélyi kiegészítésű 50. gyalogezredében szolgált, ahol hadnagyi rangot ért el. 1844-ben lemondott tiszti rangjáról és megnősült. Felesége Torma Lujza, Torma József történész leánya, Torma Károly és Torma Zsófia régészek testvére. A szabadságharcig felpestesi birtokán gazdálkodott.

## Szerepe az 1848–49-es szabadságharcban
1848 áprilisában részt vett a dési nemzetőrség szervezésében, majd nemzetőr századosi rangban Belső Szolnok és Doboka vármegye lovas nemzetőrségének parancsnoka volt. 1848 augusztusában lovascsapata a Kossuth-lovagok, a későbbi 15. (Hunyadi, majd Mátyás) huszárezred kötelékébe került, Makray pedig honvéd alszázadosi rangban az ezred így létrejött 2. századának parancsnoka lett. Alakulatával részt vett a november 13-ai szamosújvári, majd a november 16-ai szamosfalvi ütközetben. Az újjászervezett erdélyi hadsereg kötelékében végigharcolta Bem tábornok erdélyi hadjáratát. 1849. február 3-án, január 27-étől számítandó ranggal őrnaggyá léptették elő és ezrede őrnagyi osztályának parancsnokává nevezték ki. Április 8-án megkapta a Magyar Katonai Érdemrend III. osztályát. Június 27-én, június 6-ai hatállyal Bemtől alezredesi rangot kapott és Bethlen Gergely utódaként átvette ezrede parancsnokságát. Ezredesi előléptetésének időpontja nem ismert. A szabadságharc végén a Gál Sándor parancsnoksága alatt álló észak-erdélyi hadtest maradványaival augusztus 20-án Zsibón csatlakozott Kazinczy Lajos hadosztályához. Kazinczy Lajos parancsára követként ő járt Grotenhjelm altábornagy táborában, hogy a fegyverletétel részleteiről tárgyaljon. A zsibói fegyverletétel után Aradon tartották fogva, ahol
a császári hadbíróság halálra ítélte. Az ítéletet később 16 évi várfogságra változtatták. 1850 júniusában kegyelemmel szabadult.

## Pályája a szabadságharc után
Szabadulása után birtokára visszavonulva gazdálkodott. A hatvanas évek elejétől tevékenyen részt vett Hunyad vármegye közéletében. Az 1864. évi Nagyszebenbe összehívott tartománygyűlésre Déva város megválasztotta képviselőnek, de a többi magyar képviselőhöz hasonlóan ő a gyűlésen nem jelent meg. A kiegyezés után tagja lett a Hunyad vármegyei honvédegyletnek. 1865-ben Déva országgyűlési képviselőjének választották. Három választási cikluson keresztül, 1875-ig képviselte a várost a magyar országgyűlésben.
Sajtó alá rendezte, előszóval látta el és Bauer őrnagy Bem tábornok főhadsegédének hagyományai 1848-1849-ből címmel kiadta volt tiszttársa, Bauer Lajos honvéd őrnagy emlékiratait. (Pest, 1870)